# Sod
Sod, også kaldet lampesod, er et afsat mørkt pulver af uforbrændt brændselrester og består normalt af amorft carbon. Sod er hovedbestanddelen i røg fra forbrændingen af carbon-rige fossilt brændsel når oxygenmængden er for lav. Sod er normalt "klæbrigt", og akkumuleres i skorstene, biludstødninger.
Sodpartikler har en diameter på mellem 70 nm og 2 um.
Sod dannes f.eks. også af tændte stearinlys. Stearinlys sod indeholder bl.a. nanopartikler som fluorescerer under UV-lys.